# Carlos Gardel

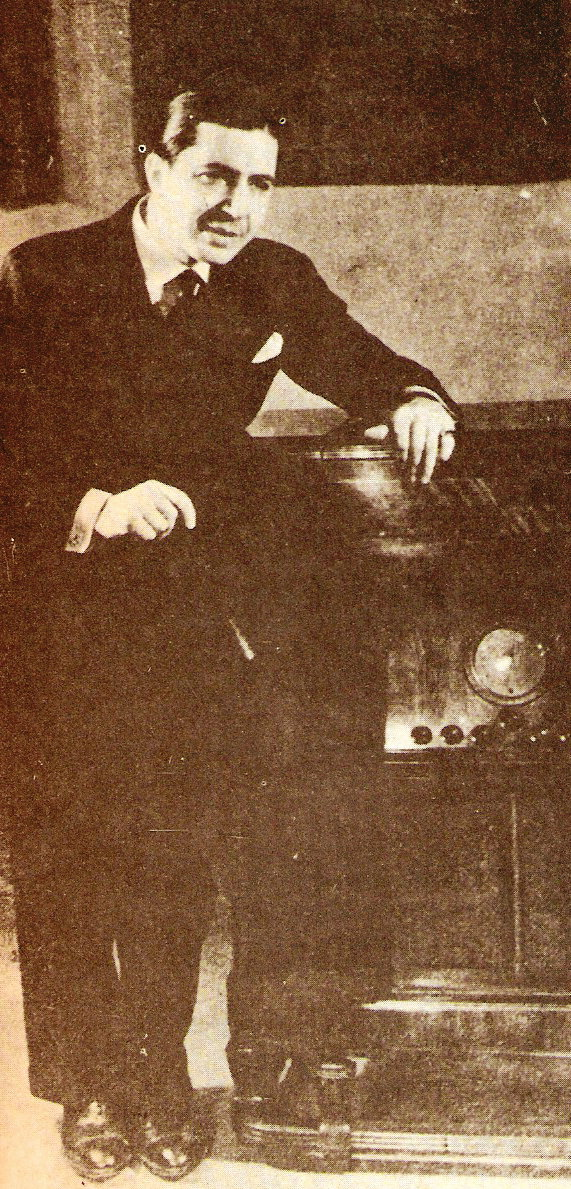
Carlos Gardel (ca. 1925)

Carlos Gardel, eigentlich Charles Romuald Gardès (* 11. Dezember 1890 Toulouse, Frankreich bzw. nach anderen Angaben 11. Dezember 1887 in Tacuarembó, Uruguay; † 24. Juni 1935 bei einem Flugzeugunfall in Medellín, Kolumbien), war ein Tango-Sänger und -Komponist.
Gardel gilt als eine der wichtigsten Persönlichkeiten des Tangos in der ersten Hälfte des 20. Jahrhunderts.

## Leben
Carlos Gardel kam mit seiner Mutter 1893 nach Argentinien und lebte fortan in Buenos Aires. Er wuchs dort in Abasto (einem Ortsteil von Balvanera) auf, wo der zentrale Obst- und Gemüsemarkt lag. Dort befindet sich heute auch das Carlos-Gardel-Museum. Der Junge vertrieb sich, unbeobachtet von der alleinerziehenden Mutter, seine Zeit auf den Straßen der argentinischen Metropole. Schon in sehr jungem Alter fiel seine Stimme auf und er wurde unter dem Namen El Morocho del Abasto (etwa: ‚Der Dunkelhaarige von Abasto‘) in der Umgebung bekannt.
Im Jahre 1902, er half als Kulissenschieber im Teatro Victoria, hörte ihn der bekannte italienische Sänger Titta Ruffo, der ihn nun bei der Ausbildung seiner Stimme unterstützte. Seine Stimme entfaltete ihre Sinnlichkeit und ihre große dramatische Expressivität.
1906 verließ er die Schule und konzentrierte sich nur noch auf das Singen. Er trat in den Cafés und Restaurants der unmittelbaren Nachbarschaft auf. 1912 legte er seinen französischen Namen ab und nannte sich nun Carlos Gardel. Gleichzeitig leugnete er die französische Herkunft und gab an, aus Uruguay nach Argentinien gekommen zu sein.
1912 fand in der Calle Guardia Vieja im Abasto ein „Tango-Duell“ mit dem Sänger José Razzano statt. In diesem Duell gab es keinen Sieger, vielmehr gab es seither das Duo Gardel-Razzano, das die folgenden fünfzehn Jahre gemeinsam musizieren sollte.
Bis 1915 wurden die beiden Sänger so populär, dass sie nicht nur in den besten Theatern und Clubs von Buenos Aires, sondern auch in ganz Argentinien, in Uruguay, in Chile und Brasilien auftraten. Auf diesen Tourneen traf Gardel sein großes Idol, den italienischen Tenor Enrico Caruso. Am 11. Dezember 1915 wurde Gardel in einem Club durch einen Lungensteckschuss niedergestreckt. An den Folgen dieser lebensgefährlichen Verletzung sollte er bis an sein Lebensende leiden.
Nach einer einjährigen Pause kehrte er mit noch größerem Enthusiasmus zurück. Ab 1917 spezialisierte er sich ausschließlich auf den Tangogesang. Nach der Trennung von Razzano, der mit dieser Einseitigkeit nicht einverstanden war, stieg er zum ersten und bis heute berühmtesten Tangosänger Argentiniens und der Welt auf.
Gemeinsam mit seinem lebenslangen Weggefährten, dem Dichter und Journalisten Alfredo Le Pera, komponierte Gardel zahlreiche klassische Tangos wie Mi Buenos Aires querido, Soledad, Golondrinas, Volver und El día que me quieras. Er schrieb nicht nur Tangos, sondern auch folkloristische Musik wie Milongas, Zambas, Rancheras, Tonadas, Tristes, Estilos usw. Er komponierte und verfasste auch einige Foxtrotts in englischer Sprache sowie einige Lieder traditionellen Stils auf Französisch.
Nachdem er 1923 die argentinische Staatsbürgerschaft angenommen hatte, kehrte er Ende 1925 nach Europa zurück und wurde in Spanien ein ebenso großer Star wie in Lateinamerika. Sein Debüt in Paris gab er 1928. Carlos Gardel war der erste und vielleicht einzige argentinische Weltstar im Showbusiness. Seine Bedeutung für den Tango wurde später höchstens noch von Astor Piazzolla erreicht. Mit Beginn des Paramount-Tonfilms sah er auch im Film für sich eine Zukunft und wirkte in der Folge in zahlreichen Musikfilmen mit.
Am 24. Juni 1935 starben Gardel, Alfredo Le Pera und mehrere ihrer Begleiter als Insassen einer auf dem Flughafen der Stadt Medellín in Kolumbien startenden SACO-Ford Trimotor, die abrupt und ungeklärt ihre Richtung änderte und mit einem zweiten, am Boden wartenden SCADTA-Flugzeug des gleichen Typs zusammenstieß. Gardel starb auf dem Höhepunkt seiner Karriere während einer Tournee, die ihn durch ganz Lateinamerika hätte führen sollen. Millionen seiner Fans weinten um ihn, mehrere nahmen sich das Leben. 
In Argentinien geht heute noch die Redensart „Gardel singt mit jedem Tag besser“ um. Ein Vers aus seinem Tango Volver wurde zum geflügelten Wort in ganz Lateinamerika: Veinte años no es nada (‚Zwanzig Jahre sind ein Nichts‘).
Gardel ist auf dem Friedhof La Chacarita in Buenos Aires begraben.
Der schon zu Lebzeiten besonders von der armen Bevölkerung verehrte „Vater des argentinischen Tangos“ wurde postum zum Opfer der Medienzensur. Während der Zeit der Junta in Argentinien war die Berichterstattung über ihn verboten.
Am 1. September 2003 wurden Gardels Originalaufnahmen durch die UNESCO zum Weltdokumentenerbe erklärt. Sein Wohnhaus, in Balvanera, Buenos Aires, heute das Museo Carlos Gardel, wurde zum Nationalen Historischen Platz erklärt.
Der Asteroid (6380) Gardel wurde am 23. September 2010 nach ihm benannt.

## Geheimnis um seinen Geburtsort

Fileteado des Künstlers Elvio Gervasi an der Ecke der Straßen Carlos Gardel und Anchorena in Buenos Aires

Die Frage nach dem Geburtsort von Gardel war in der Vergangenheit heftig umstritten und führte in Uruguay und Argentinien wiederholt zu Kontroversen.
Die heute vorherrschende Meinung ist, dass Gardel im französischen Toulouse geboren wurde. In einem handgeschriebenen Testament, das Gardels Nachlassverwalter Armando Defino nach seinem Tod der Öffentlichkeit präsentierte, soll Gardel selbst erklärt haben, in Toulouse als Charles Romuald Gardès geboren zu sein. In der Tat findet sich in einem Geburtsregister in Toulouse der Name „Charles Romuald Gardès … Sohn eines unbekannten Vaters und der Berthe Gardès“. Allerdings gibt es außer der Erwähnung in diesem Testament keinen Beweis dafür, dass Gardel tatsächlich mit Charles Romuald Gardès identisch ist. Im Jahre 1936 ratifizierte die uruguayische Regierung nach einem Streitverfahren ein Dokument, in welchem Frankreich als Geburtsland anerkannt wurde.
Zu seinen Lebzeiten hatte Gardel selbst jedoch nie eine Abstammung aus Frankreich angedeutet, sondern im Gegenteil seine Abstammung aus dem Gebiet des Río La Plata verbreitet. Am 8. Oktober 1920 erklärte er vor dem uruguayischen Konsulat in Buenos Aires, er sei am 11. Dezember 1887 in Tacuarembó (Uruguay) geboren. Weiterhin gab er an, sein Vater Carlos und seine Mutter seien Uruguayer gewesen. Diese Eintragungen über seine Herkunft standen dann auch im Reisepass, der am 24. Juni 1935 nach dem Flug in Medellín bei seinen sterblichen Überresten gefunden wurde. Auch in verschiedenen Interviews behauptete Gardel, aus Tacuarembó (Uruguay) zu stammen.

## Auswahl berühmter von Gardel gesungener Tangos
- Mi noche triste (1917, Neuaufnahme 1930)
- Mano a mano (1923, Neuaufnahme 1927)
- Si supieras (La cumparsita) (1924, Neuaufnahme 1927)
- Noche de reyes (1927)
- Tomo y obligo (1931)
- Melodía de arrabal (1933)
- Mi Buenos Aires querido (1934), ein Liebeslied an seine Wahlheimat
- Amores de estudiante (1934)
- Golondrinas (1934)
- Volver (1935) – in einer Aufnahme von Estrella Morente später Titelsong des Almodóvar-Films Volver – Zurückkehren (2006)
- Por una cabeza (1935)
- Volvió una noche (1935)
- El día que me quieras (1935)
- Lejana tierra mía (1935)
- Sus ojos se cerraron (1935)
- Guitarra mía (1935)[8]

## Filmografie
Gardel agierte in zehn Filmen (darunter ein Stummfilm), die in den Vereinigten Staaten, Frankreich und Argentinien gedreht wurden. Die Rahmenhandlungen waren zumeist lediglich Vehikel für seine Gesangsauftritte. In dem Film Alias Gardelito (Alias „Kleiner Gardel“) von 1961 diente der Sänger als Vorbild für die Hauptfigur des Films, und im Film A Morte de Carlos Gardel (Der Tod des Carlos Gardel) von 2011 ist er das omnipräsente Idol der Hauptfigur.
Argentinien
- Flor de durazno (1917) – Regie: Francisco Filippis de Novoa.
- Encuadre de canciones-Diez cortometrajes (1930): Erster Tonfilm Südamerikas, mit dem Movietone-System verwirklicht – Regie: Eduardo Morera

Frankreich
- Luces de Buenos Aires (1931) – Paramount – Regie: Romero-Bayón Herrera
- Espérame (1932) – Regie: Louis Gasnier
- La casa es seria (1931)
- Melodía de arrabal (1932)

Vereinigte Staaten
- Cuesta abajo (1934)
- El tango en Broadway (1934)
- The big broadcast of 1936
- El día que me quieras (1935)
- Tango Bar (1935)[9]